# 塔波特紀念橋
塔波特紀念橋（英語：Talbot Memorial Bridge）是愛爾蘭首都都柏林市中心利菲河上的一座公路橋 ，竣工於1978年，寬22米。這座橋連接了紀念路和摩斯街。橋名紀念馬特·塔波特。